# 뱅상 마케뉴
뱅상 마케뉴(프랑스어: Vincent Macaigne, 1978년 10월 19일 ~ )는 프랑스의 배우, 연출가, 영화 감독, 영화 각본가이다.
파리에서 태어났다.

## 작품 목록

### 영화 출연
- 조난 (2009, Le naufragé)
- 뜨거운 여름 (2011, Un été brûlant)
- 여자 없는 세상 (2011) - 실베인 역
- 아임 유어 맨 (2011, I'm Your Man) - 브루노 역 (단편)
- 우리에게 남을 것 (2012, Ce qu'Il Restera de Nous) - 단편
- 더 리자르 (2012, Les Lézards) - 단편
- 7월 14일의 소녀 (2013, La Fille du 14 juillet)
- 에이지 오브 패닉 (2013, La Bataille de Solférino)
- 2 오텀스, 3 윈터스 (2013, Deux Automnes Trois Hivers) - 아르망 역
- 토네르 (2013)
- 킹스턴 애비뉴 (2013, Kingston Avenue)
- 에덴: 로스트 인 뮤직 (2014, Eden) - 아르노 역
- 트리스테스 클럽 (2014, Tristesse Club)
- 스터번 (2015, Une histoire américaine)
- 투 프렌즈 (2015)
- 선데이 런치 (2015, Le Repas dominical) - 목소리 (단편 애니메이션)
- 아뉴스 데이 (2016)
- 뉴스 프롬 플래닛 마스 (2016, Des nouvelles de la planète Mars)
- 정글의 법칙 (2016, La Loi de la jungle)
- 세라비, 이것이 인생! (2017) - 줄리앙 역
- 마빈 (2017, Marvin ou la Belle Éducation)
- 도그 (2017, Chien)
- 논-픽션 (2018) - 레오나르 역
- 해피 버스데이 (2019, Fête de famille) - 로맹 역
- 스노우 화이트 (2019, Blanche comme neige) - 뱅상 역
- 나이트 닥터 (2020, Médecin de nuit)
- 세상의 기원 (2020, L'Origine du monde)
- 러브 어페어 : 우리가 말하는 것, 우리가 하는 것 (2020, Les Choses qu'on dit, les Choses qu'on fait)
- 어느 짧은 연애의 기록 (2022, Chronique d'une liaison passagère)
- 보나르, 피에르 에 마르트(2023, Bonnard, Pierre et Marthe)

### 영화 연출
- 돔 후안 (2015, Dom Juan & Sganarelle)
- 컴포트 앤 컨솔레이션 인 프랑스 (2017, Pour le réconfort) - 연출, 각본

### 텔레비전 출연
- 이마 베프 (2022)